# Sundance Film Festival
Il Sundance Film Festival, dal 1978 al 1991 denominato Utah/United States Film Festival, è un importante festival cinematografico dedicato al cinema indipendente che si svolge nel mese di gennaio a Park City, sobborgo di Salt Lake City, e a Ogden nello Stato dello Utah (Stati Uniti).

## Storia
Il festival venne fondato dalla Utah Film Commission nel 1978 con il nome di Utah/United States Film Festival, con lo scopo di attrarre sceneggiatori, registi e produttori indipendenti. All'origine si svolgeva nel mese di settembre a Salt Lake City; nel 1981 fu spostato a Park City, una non lontana località sciistica.
Nel 1981 Robert Redford fondò il Sundance Institute, un'organizzazione no-profit, che trae la propria denominazione dal personaggio di Sundance Kid, bandito gentiluomo interpretato da Redford nel film Butch Cassidy di George Roy Hill (1969), finalizzata al sostegno del lavoro dei cineasti indipendenti: questo supporto ha consentito a registi come Kevin Smith, Robert Rodriguez, Quentin Tarantino, Jim Jarmusch e Steven Soderbergh di ottenere notorietà al loro debutto sul grande schermo.
Redford iniziò ad essere coinvolto in qualità di testimonial e mecenate della manifestazione. Dal 1984 il Sundance Institute assunse il potere organizzativo e la direzione artistica del festival, decidendo di spostare l'evento nel mese di gennaio, durante la stagione sciistica, e consentendo al festival di divenire nel corso degli anni ottanta del XX secolo una delle principali vetrine del cinema indipendente, statunitense e internazionale.
Nel 1991 il festival venne ufficialmente rinominato Sundance Film Festival.

## Sezioni e premi
- Premi della giuria:
  - Gran premio della giuria: U.S. Documentary
  - Gran premio della giuria: U.S. Dramatic
  - Premio della giuria: World Cinema Documentary
  - Premio della giuria: World Cinema Dramatic
  - Miglior regia: U.S. Documentary
  - Miglior regia: U.S. Dramatic
  - Miglior regia: World Cinema Documentary
  - Miglior regia: World Cinema Dramatic
  - Premio Waldo Salt miglior sceneggiatura
  - Miglior sceneggiatura World Cinema
  - Miglior montaggio: U.S. Documentary
  - Miglior montaggio: World Cinema Documentary
  - Miglior fotografia: U.S. Documentary
  - Miglior fotografia: U.S. Dramatic
  - Miglior fotografia: World Cinema Documentary
  - Miglior fotografia: World Cinema Dramatic
  - Miglior cortometraggio U.S.
  - Miglior cortometraggio internazionale
  - Premi speciali della giuria:
    - Premio speciale della giuria: U.S. Documentary
    - Premio speciale della giuria: U.S. Dramatic
    - Premio speciale della giuria: World Cinema Documentary
    - Premio speciale della giuria: World Cinema Dramatic
    - Premio speciale della giuria per la miglior performance
- Premi del pubblico:
  - Premio del pubblico: U.S. Documentary
  - Premio del pubblico: U.S. Dramatic
  - Premio del pubblico: World Cinema Documentary
  - Premio del pubblico: World Cinema Dramatic
- Premi non competitivi:
  - Premio Best of NEXT
    - Introdotto nel 2010, premia il miglior film con il minor budget

  - Premio Alfred P. Sloan
    - Introdotto nel 2003, premia il miglior film a tematica scientifica con 20 000 dollari in contanti offerti dalla Fondazione Alfred P. Sloan

  - Premio NHK
    - Introdotto in collaborazione la NHK, premia i giovani cineasti emergenti di tutto il mondo con 10 000 dollari e una trasmissione garantita del film in un canale della NHK Television Network.

## Giurie del Sundance Film Festival
- Giurie del Sundance Film Festival dal 1985 a oggi.